# Melanotaenia lakamora
Melanotaenia lakamora är en fiskart som beskrevs av Allen och Renyaan, 1996. Melanotaenia lakamora ingår i släktet Melanotaenia och familjen Melanotaeniidae. Inga underarter finns listade i Catalogue of Life.